# Llista de topònims de Fogars de Montclús
Llista de topònims (noms propis de lloc) del municipi de Fogars de Montclús, al Vallès Oriental
Informació actualitzada per un bot. Els canvis manuals es perdran quan s'actualitzi!

## arbre singular
| imatge | Nom                     | Ubicat a           | instància de   | Detalls                                                                   | coordenades                                                                    | Protecció        | Commons (més fotos)     | Dades a WD                    |
| ------ | ----------------------- | ------------------ | -------------- | ------------------------------------------------------------------------- | ------------------------------------------------------------------------------ | ---------------- | ----------------------- | ----------------------------- |
|        | castanyers de la Traüna | Fogars de Montclús | arbre singular | Taxon: castanyer (Castanea sativa) Ample: 19.3m Alt: 21m Perímetre: 6.35m | 41° 46′ 26″ N, 2° 24′ 11″ E / 41.77381°N,2.40319°E ca:La Traüna 733 msnm       | arbre monumental | Castanyers de la Traüna | Modifica les dades a Wikidata |
|        | grèvol del pla de Morou | Fogars de Montclús | arbre singular | Taxon: grèvol (Ilex aquifolium) Ample: 9.6m Alt: 17m                      | 41° 46′ 27″ N, 2° 28′ 29″ E / 41.774082°N,2.474727°E ca:Pla de Morou 1188 msnm | arbre monumental | Grèvol del pla de Morou | Modifica les dades a Wikidata |

## cabana
| imatge | Nom                | Ubicat a           | instància de | Detalls       | coordenades                                                                                   | Protecció | Commons (més fotos) | Dades a WD                    |
| ------ | ------------------ | ------------------ | ------------ | ------------- | --------------------------------------------------------------------------------------------- | --------- | ------------------- | ----------------------------- |
|        | corral d'en Pla    | Fogars de Montclús | cabana       |               | 41° 45′ 29″ N, 2° 27′ 45″ E / 41.7579788117222°N,2.46258208884785°E                           |           |                     | Modifica les dades a Wikidata |
|        | corral d'en Rovira | Fogars de Montclús | cabana       |               | 41° 46′ 01″ N, 2° 25′ 02″ E / 41.7668552429134°N,2.41732016964666°E ca:Can Rovira de la Costa |           |                     | Modifica les dades a Wikidata |
|        | corral del Daumal  | Fogars de Montclús | cabana       | Estat: ruïnós | 41° 46′ 23″ N, 2° 25′ 20″ E / 41.7730772176363°N,2.42230526926743°E 1210 msnm                 |           |                     | Modifica les dades a Wikidata |

## creu de terme
| imatge | Nom                                    | Ubicat a           | instància de  | Detalls                                        | coordenades | Protecció                                  | Commons (més fotos)          | Dades a WD                    |
| ------ | -------------------------------------- | ------------------ | ------------- | ---------------------------------------------- | --- | ------------------------------------------ | ---------------------------- | ----------------------------- |
|        | creu de terme de Mosqueroles           | Fogars de Montclús | creu de terme | Estil: arquitectura popular                    | 41° 43′ 34″ N, 2° 26′ 42″ E / 41.72609°N,2.445034°E ca:A l'entrada del poble de Mosqueroles, al camí del cementiri | bé integrant del patrimoni cultural català | Creu de terme de Mosqueroles | Modifica les dades a Wikidata |
|        | creu de terme de la Costa del Montseny | Fogars de Montclús | creu de terme | Estil: historicisme arquitectònic 11st century | 41° 44′ 50″ N, 2° 25′ 02″ E / 41.74734°N,2.417306°E ca:La Costa del Montseny                                       | bé integrant del patrimoni cultural català |                              | Modifica les dades a Wikidata |

## curs d'aigua
| imatge | Nom               | Ubicat a                       | instància de | Detalls                                   | coordenades                                                                                               | Protecció | Commons (més fotos) | Dades a WD                    |
| ------ | ----------------- | ------------------------------ | ------------ | ----------------------------------------- | --- | --------- | ------------------- | ----------------------------- |
|        | la Tordera        | Selva Vallès Oriental Maresme  | curs d'aigua | Desemboca: mar Mediterrània Llarg: 61.5km | 41° 48′ 13″ N, 2° 25′ 05″ E / 41.803521°N,2.418014°E 41° 39′ 03″ N, 2° 46′ 39″ E / 41.650939°N,2.777482°E |           | Tordera River       | Modifica les dades a Wikidata |
|        | riera de Gualba   | Gualba Fogars de Montclús      | curs d'aigua | Desemboca: la Tordera                     | 41° 42′ 40″ N, 2° 32′ 02″ E / 41.711065°N,2.533996°E 41° 46′ 48″ N, 2° 26′ 02″ E / 41.779922°N,2.433873°E |           | Riera de Gualba     | Modifica les dades a Wikidata |
|        | riera de Pertegàs | Fogars de Montclús Sant Celoni | curs d'aigua | Desemboca: la Tordera                     | 41° 46′ 16″ N, 2° 26′ 24″ E / 41.771232°N,2.439915°E 41° 41′ 32″ N, 2° 30′ 29″ E / 41.6923°N,2.507943°E   |           | Riera de Pertegàs   | Modifica les dades a Wikidata |

## edifici
| imatge | Nom               | Ubicat a           | instància de | Detalls                                                                   | coordenades                                                                | Protecció                                  | Commons (més fotos)                    | Dades a WD                    |
| ------ | ----------------- | ------------------ | ------------ | ------------------------------------------------------------------------- | -------------------------------------------------------------------------- | ------------------------------------------ | -------------------------------------- | ----------------------------- |
|        | Hotel de Santa Fe | Fogars de Montclús | edifici      | Arquitecte: Pere Domènech i Roura Estil: historicisme arquitectònic 1910s | 41° 46′ 26″ N, 2° 27′ 54″ E / 41.77376°N,2.4649°E ca:Vall de Santa Fe      | bé integrant del patrimoni cultural català | Hotel de Santa Fe (Fogars de Montclús) | Modifica les dades a Wikidata |
|        | la Fabriqueta     | Fogars de Montclús | edifici      | 1915                                                                      | 41° 46′ 14″ N, 2° 28′ 05″ E / 41.770504°N,2.468013°E ca:Santa Fe 1084 msnm |                                            | La Fabriqueta (Fogars de Montclús)     | Modifica les dades a Wikidata |

## entitat singular de població
| imatge | Nom                   | Ubicat a           | instància de                                                 | Detalls | coordenades                                                                  | Protecció | Commons (més fotos)              | Dades a WD                    |
| ------ | --------------------- | ------------------ | ------------------------------------------------------------ | ------- | ---------------------------------------------------------------------------- | --------- | -------------------------------- | ----------------------------- |
|        | Fogars de Montclús    | Fogars de Montclús | entitat singular de població ens local històric de Catalunya | 45 hab  | 41° 43′ 40″ N, 2° 26′ 36″ E / 41.72774181°N,2.443422675°E 392 msnm           |           |                                  | Modifica les dades a Wikidata |
|        | Mosqueroles           | Fogars de Montclús | entitat singular de població capital municipal               | 158 hab | 41° 43′ 41″ N, 2° 26′ 34″ E / 41.72799°N,2.442756°E 400 msnm                 |           | Mosqueroles (Fogars de Montclús) | Modifica les dades a Wikidata |
|        | Santa Fe de Montseny  | Fogars de Montclús | entitat singular de població                                 | 8 hab   | 41° 46′ 26″ N, 2° 27′ 53″ E / 41.77378418802°N,2.4646538799066°E 1125 msnm   |           | Santa Fe de Montseny             | Modifica les dades a Wikidata |
|        | el Pertegàs           | Fogars de Montclús | entitat singular de població                                 | 131 hab | 41° 42′ 40″ N, 2° 27′ 58″ E / 41.7110777553741°N,2.46614631642175°E 240 msnm |           |                                  | Modifica les dades a Wikidata |
|        | el Rieral             | Fogars de Montclús | entitat singular de població                                 | 39 hab  | 41° 44′ 57″ N, 2° 23′ 51″ E / 41.74913303423°N,2.3975052149238°E 380 msnm    |           |                                  | Modifica les dades a Wikidata |
|        | la Costa del Montseny | Fogars de Montclús | entitat singular de població                                 | 122 hab | 41° 44′ 48″ N, 2° 25′ 02″ E / 41.7466694145255°N,2.41709380832583°E 660 msnm |           | La Costa del Montseny            | Modifica les dades a Wikidata |

## església
| imatge | Nom                                        | Ubicat a           | instància de                 | Detalls                                  | coordenades                                                                                                | Protecció                                  | Commons (més fotos)                     | Dades a WD                    |
| ------ | ------------------------------------------ | ------------------ | ---------------------------- | ---------------------------------------- | --- | ------------------------------------------ | --------------------------------------- | ----------------------------- |
|        | Sant Cristòfol de Fogars                   | Fogars de Montclús | església                     | Estil: arquitectura popular 1279         | 41° 44′ 06″ N, 2° 27′ 14″ E / 41.735°N,2.4538888888889°E ca:Sant Cristòfol                                 | bé integrant del patrimoni cultural català | Església de Sant Cristòfol de Fogars    | Modifica les dades a Wikidata |
|        | Sant Esteve de la Costa                    | Fogars de Montclús | església església parroquial | Estil: arquitectura popular              | 41° 44′ 45″ N, 2° 25′ 06″ E / 41.745833333333°N,2.4183333333333°E                                          | bé integrant del patrimoni cultural català | Església de Sant Esteve de la Costa     | Modifica les dades a Wikidata |
|        | Sant Martí de Mosqueroles                  | Fogars de Montclús | església                     | Estil: arquitectura popular 1104         | 41° 43′ 42″ N, 2° 26′ 35″ E / 41.7283151539563°N,2.44293024269544°E ca:Mosqueroles                         | bé integrant del patrimoni cultural català | Sant Martí de Mosqueroles               | Modifica les dades a Wikidata |
|        | Santa Maria de l'Illa                      | Fogars de Montclús | església                     | Estil: arquitectura popular 13rd century | 41° 44′ 50″ N, 2° 24′ 13″ E / 41.747222°N,2.403611°E ca:Prop casa de l'Illa, la Costa de Montseny 360 msnm | bé integrant del patrimoni cultural català | Santa Maria de l'Illa                   | Modifica les dades a Wikidata |
|        | ermita de Santa Fe del Montseny            | Fogars de Montclús | església                     | Estil: arquitectura popular              | 41° 46′ 26″ N, 2° 27′ 53″ E / 41.7738933°N,2.4647598°E ca:Ctra. de Sant Marçal, km 21                      | bé integrant del patrimoni cultural català | Ermita de Santa Fe (Fogars de Montclús) | Modifica les dades a Wikidata |
|        | monestir de Santa Magdalena de Mosqueroles | Fogars de Montclús | església monestir            | Estil: arquitectura romànica             | 41° 43′ 29″ N, 2° 26′ 11″ E / 41.7248°N,2.43647°E                                                          | bé integrant del patrimoni cultural català | Santa Magdalena de Folgueroles          | Modifica les dades a Wikidata |

## font
| imatge | Nom               | Ubicat a           | instància de | Detalls      | coordenades                                                                      | Protecció | Commons (més fotos) | Dades a WD                    |
| ------ | ----------------- | ------------------ | ------------ | ------------ | -------------------------------------------------------------------------------- | --------- | ------------------- | ----------------------------- |
|        | Fontmartina       | Fogars de Montclús | font         |              | 41° 45′ 36″ N, 2° 25′ 52″ E / 41.760112513178°N,2.4310850140027°E                |           |                     | Modifica les dades a Wikidata |
|        | font de Passavets | Fogars de Montclús | font         | 20th century | 41° 46′ 51″ N, 2° 27′ 00″ E / 41.7808604434646°N,2.45008084184609°E ca:Passavets |           |                     | Modifica les dades a Wikidata |

## masia
| imatge | Nom                       | Ubicat a           | instància de     | Detalls                                  | coordenades                                                                                                  | Protecció                                  | Commons (més fotos)               | Dades a WD                    |
| ------ | ------------------------- | ------------------ | ---------------- | ---------------------------------------- | --- | ------------------------------------------ | --------------------------------- | ----------------------------- |
|        | Ca l'Albert               | Fogars de Montclús | masia            | 20th century                             | 41° 43′ 33″ N, 2° 26′ 06″ E / 41.7258353100073°N,2.43495624590256°E ca:Pla de Santa Magdalena                |                                            |                                   | Modifica les dades a Wikidata |
|        | Ca l'Espàrrec             | Fogars de Montclús | masia            |                                          | 41° 45′ 03″ N, 2° 24′ 06″ E / 41.7507780920987°N,2.40161290139803°E                                          |                                            |                                   | Modifica les dades a Wikidata |
|        | Ca l'Illa                 | Fogars de Montclús | masia            | Estil: arquitectura popular 13rd century | 41° 44′ 49″ N, 2° 24′ 14″ E / 41.7468436°N,2.4039837°E ca:Sota Sant Esteve de la Costa a tocar de la Tordera | bé integrant del patrimoni cultural català | Ca l'Illa (Fogars de Montclús)    | Modifica les dades a Wikidata |
|        | Ca la Xica                | Fogars de Montclús | masia            |                                          | 41° 45′ 11″ N, 2° 24′ 06″ E / 41.7530755806608°N,2.40174793023142°E                                          |                                            |                                   | Modifica les dades a Wikidata |
|        | Cal Campaner Vell         | Fogars de Montclús | masia            |                                          | 41° 44′ 52″ N, 2° 25′ 04″ E / 41.7477634199857°N,2.41791379386115°E                                          |                                            |                                   | Modifica les dades a Wikidata |
|        | Cal Cisó                  | Fogars de Montclús | masia            |                                          | 41° 43′ 15″ N, 2° 26′ 24″ E / 41.7209247829566°N,2.44013277607787°E                                          |                                            |                                   | Modifica les dades a Wikidata |
|        | Cal Coix                  | Fogars de Montclús | masia            |                                          | 41° 45′ 26″ N, 2° 25′ 02″ E / 41.7571636185391°N,2.41729958201437°E                                          |                                            |                                   | Modifica les dades a Wikidata |
|        | Cal Felip                 | Fogars de Montclús | masia            |                                          | 41° 45′ 10″ N, 2° 24′ 01″ E / 41.7526528755213°N,2.40014007914742°E                                          |                                            |                                   | Modifica les dades a Wikidata |
|        | Cal Lluís                 | Fogars de Montclús | masia            |                                          | 41° 45′ 34″ N, 2° 24′ 00″ E / 41.759569°N,2.399892°E 604 msnm                                                |                                            |                                   | Modifica les dades a Wikidata |
|        | Cal Mestre                | Fogars de Montclús | masia            |                                          | 41° 43′ 19″ N, 2° 26′ 21″ E / 41.7218657939127°N,2.43916281198786°E                                          |                                            |                                   | Modifica les dades a Wikidata |
|        | Cal Mestre Ros            | Fogars de Montclús | masia            |                                          | 41° 43′ 12″ N, 2° 26′ 28″ E / 41.7200200240695°N,2.44115048602199°E                                          |                                            |                                   | Modifica les dades a Wikidata |
|        | Cal Músic                 | Fogars de Montclús | masia            |                                          | 41° 44′ 52″ N, 2° 24′ 39″ E / 41.7477630328985°N,2.41076959819287°E                                          |                                            |                                   | Modifica les dades a Wikidata |
|        | Cal Rei                   | Fogars de Montclús | masia            |                                          | 41° 43′ 03″ N, 2° 27′ 31″ E / 41.7175996111526°N,2.45860285357729°E                                          |                                            |                                   | Modifica les dades a Wikidata |
|        | Cal Sastre                | Fogars de Montclús | masia            |                                          | 41° 43′ 34″ N, 2° 26′ 24″ E / 41.7261486526491°N,2.44008742580957°E                                          |                                            |                                   | Modifica les dades a Wikidata |
|        | Cal Satanàs               | Fogars de Montclús | masia            | 17th century                             | 41° 46′ 17″ N, 2° 24′ 36″ E / 41.7714202625986°N,2.40996359066781°E ca:Veïnat de França                      |                                            |                                   | Modifica les dades a Wikidata |
|        | Cal Tonedor               | Fogars de Montclús | masia            |                                          | 41° 43′ 33″ N, 2° 26′ 01″ E / 41.7258287400184°N,2.43362173002838°E                                          |                                            |                                   | Modifica les dades a Wikidata |
|        | Cal Trompo                | Fogars de Montclús | masia            |                                          | 41° 46′ 39″ N, 2° 27′ 53″ E / 41.7774437644945°N,2.4646938164834°E                                           |                                            |                                   | Modifica les dades a Wikidata |
|        | Cal Vilardell             | Fogars de Montclús | masia            |                                          | 41° 45′ 40″ N, 2° 24′ 35″ E / 41.7610517381618°N,2.40967363365214°E                                          |                                            |                                   | Modifica les dades a Wikidata |
|        | Can Barceló               | Fogars de Montclús | masia            | 17th century                             | 41° 44′ 45″ N, 2° 28′ 07″ E / 41.7459379041677°N,2.46870801400951°E ca:Sot de can Dolça                      |                                            |                                   | Modifica les dades a Wikidata |
|        | Can Batista               | Fogars de Montclús | masia            |                                          | 41° 44′ 00″ N, 2° 25′ 29″ E / 41.7334493136173°N,2.42468063024877°E                                          |                                            |                                   | Modifica les dades a Wikidata |
|        | Can Bernadí               | Fogars de Montclús | masia            |                                          | 41° 43′ 25″ N, 2° 26′ 39″ E / 41.7236099042202°N,2.44405293640943°E                                          |                                            |                                   | Modifica les dades a Wikidata |
|        | Can Burget                | Fogars de Montclús | masia            |                                          | 41° 44′ 26″ N, 2° 24′ 28″ E / 41.7406674664704°N,2.40764759365584°E                                          |                                            |                                   | Modifica les dades a Wikidata |
|        | Can Casades               | Fogars de Montclús | masia            | Estil: historicisme arquitectònic 1900   | 41° 46′ 26″ N, 2° 27′ 46″ E / 41.7737594002571°N,2.46265492469923°E ca:Ctra. de Sant Marçal, km 21 1134 msnm |                                            | Can Casades (Fogars de Montclús)  | Modifica les dades a Wikidata |
|        | Can Castanyer             | Fogars de Montclús | masia            | 18th century                             | 41° 44′ 30″ N, 2° 24′ 12″ E / 41.7417171629145°N,2.40336866642555°E ca:Turó de Can Castanyer                 |                                            |                                   | Modifica les dades a Wikidata |
|        | Can Comes                 | Fogars de Montclús | masia            |                                          | 41° 44′ 06″ N, 2° 26′ 49″ E / 41.734970521921°N,2.4469391553728°E                                            |                                            |                                   | Modifica les dades a Wikidata |
|        | Can Cordomí               | Fogars de Montclús | masia            |                                          | 41° 43′ 36″ N, 2° 26′ 07″ E / 41.7265572613217°N,2.4352384797456°E                                           |                                            |                                   | Modifica les dades a Wikidata |
|        | Can Costa                 | Fogars de Montclús | masia            | Estil: arquitectura popular 17th century | 41° 43′ 46″ N, 2° 26′ 18″ E / 41.7294987°N,2.4384478°E ca:Mosqueroles 420 msnm                               | bé integrant del patrimoni cultural català | Can Costa (Fogars de Montclús)    | Modifica les dades a Wikidata |
|        | Can Cristòfol             | Fogars de Montclús | masia            |                                          | 41° 45′ 22″ N, 2° 24′ 42″ E / 41.7560360672014°N,2.41166826662314°E                                          |                                            |                                   | Modifica les dades a Wikidata |
|        | Can Cruspinell            | Fogars de Montclús | masia            |                                          | 41° 44′ 59″ N, 2° 25′ 03″ E / 41.749652428131°N,2.4174276517839°E                                            |                                            |                                   | Modifica les dades a Wikidata |
|        | Can Dansa                 | Fogars de Montclús | masia            |                                          | 41° 45′ 24″ N, 2° 24′ 34″ E / 41.7565747320603°N,2.40957031569945°E                                          |                                            |                                   | Modifica les dades a Wikidata |
|        | Can Dolça                 | Fogars de Montclús | masia            |                                          | 41° 44′ 40″ N, 2° 28′ 00″ E / 41.7443878996554°N,2.46659207463155°E                                          |                                            |                                   | Modifica les dades a Wikidata |
|        | Can Fargas                | Fogars de Montclús | masia            | Estil: arquitectura eclèctica 1723       | 41° 42′ 45″ N, 2° 27′ 27″ E / 41.7125314°N,2.457576°E ca:Ctra. a Santa Fe, km 4.                             | bé integrant del patrimoni cultural català | Can Fargas (Fogars de Montclús)   | Modifica les dades a Wikidata |
|        | Can Ferrers               | Fogars de Montclús | masia            | Estil: arquitectura popular              | 41° 43′ 38″ N, 2° 26′ 08″ E / 41.72715°N,2.43552°E ca:Mosqueroles. Camí de Santa Magdalena                   | bé integrant del patrimoni cultural català | Can Ferrers (Fogars de Montclús)  | Modifica les dades a Wikidata |
|        | Can Francès               | Fogars de Montclús | masia            |                                          | 41° 43′ 51″ N, 2° 26′ 43″ E / 41.7308842744121°N,2.44522870335139°E                                          |                                            |                                   | Modifica les dades a Wikidata |
|        | Can Fèlix                 | Fogars de Montclús | masia            |                                          | 41° 46′ 15″ N, 2° 27′ 55″ E / 41.7707360666046°N,2.46523085073576°E                                          |                                            |                                   | Modifica les dades a Wikidata |
|        | Can Gençana               | Fogars de Montclús | masia            |                                          | 41° 45′ 01″ N, 2° 26′ 28″ E / 41.7502832041635°N,2.44105646831237°E                                          |                                            |                                   | Modifica les dades a Wikidata |
|        | Can Gep                   | Fogars de Montclús | masia            |                                          | 41° 45′ 33″ N, 2° 23′ 59″ E / 41.7591896254986°N,2.39969426645972°E                                          |                                            |                                   | Modifica les dades a Wikidata |
|        | Can Ginesta               | Fogars de Montclús | masia            |                                          | 41° 45′ 21″ N, 2° 24′ 40″ E / 41.755735769057°N,2.4110695712236°E 627 msnm                                   |                                            | Can Ginesta (Fogars de Montclús)  | Modifica les dades a Wikidata |
|        | Can Grau                  | Fogars de Montclús | masia            |                                          | 41° 44′ 25″ N, 2° 27′ 06″ E / 41.74039752013°N,2.4517029060456°E ca:Serrat d'en Grau                         |                                            |                                   | Modifica les dades a Wikidata |
|        | Can Guilló del Serrat     | Fogars de Montclús | masia            |                                          | 41° 44′ 32″ N, 2° 26′ 31″ E / 41.742152522244°N,2.4420670826592°E                                            |                                            |                                   | Modifica les dades a Wikidata |
|        | Can Jacinto               | Fogars de Montclús | masia            |                                          | 41° 45′ 15″ N, 2° 24′ 52″ E / 41.7541499951405°N,2.41448812298134°E                                          |                                            |                                   | Modifica les dades a Wikidata |
|        | Can Joan Hoste            | Fogars de Montclús | masia            |                                          | 41° 45′ 23″ N, 2° 24′ 54″ E / 41.7563586910833°N,2.41487702999137°E                                          |                                            |                                   | Modifica les dades a Wikidata |
|        | Can Justa                 | Fogars de Montclús | masia            |                                          | 41° 42′ 53″ N, 2° 27′ 37″ E / 41.7146267006916°N,2.46039490485984°E                                          |                                            |                                   | Modifica les dades a Wikidata |
|        | Can Llorigó               | Fogars de Montclús | masia            |                                          | 41° 43′ 15″ N, 2° 27′ 07″ E / 41.7209553622805°N,2.45208265538235°E                                          |                                            |                                   | Modifica les dades a Wikidata |
|        | Can Lluís Xic             | Fogars de Montclús | masia            | 17th century                             | 41° 45′ 34″ N, 2° 25′ 09″ E / 41.759316382809°N,2.41909655136455°E ca:Can Virgili                            |                                            |                                   | Modifica les dades a Wikidata |
|        | Can Mataburros            | Fogars de Montclús | masia            |                                          | 41° 44′ 08″ N, 2° 26′ 31″ E / 41.7356066418139°N,2.44206156364144°E                                          |                                            |                                   | Modifica les dades a Wikidata |
|        | Can Mencior               | Fogars de Montclús | masia            |                                          | 41° 45′ 22″ N, 2° 24′ 41″ E / 41.7561873922874°N,2.41131804812829°E                                          |                                            |                                   | Modifica les dades a Wikidata |
|        | Can Micó                  | Fogars de Montclús | masia            |                                          | 41° 44′ 20″ N, 2° 27′ 27″ E / 41.7388335347668°N,2.45760680269195°E                                          |                                            |                                   | Modifica les dades a Wikidata |
|        | Can Mirabò                | Fogars de Montclús | masia            |                                          | 41° 44′ 01″ N, 2° 24′ 53″ E / 41.7337327687746°N,2.41481788394112°E                                          |                                            |                                   | Modifica les dades a Wikidata |
|        | Can Nan                   | Fogars de Montclús | masia            |                                          | 41° 45′ 05″ N, 2° 24′ 11″ E / 41.7512983491329°N,2.40293114169922°E                                          |                                            |                                   | Modifica les dades a Wikidata |
|        | Can Neula                 | Fogars de Montclús | masia            |                                          | 41° 43′ 05″ N, 2° 27′ 02″ E / 41.717922167795°N,2.45065379274706°E                                           |                                            |                                   | Modifica les dades a Wikidata |
|        | Can Nicolau Xic           | Fogars de Montclús | masia            |                                          | 41° 42′ 50″ N, 2° 27′ 12″ E / 41.7137912389838°N,2.45323740902108°E                                          |                                            |                                   | Modifica les dades a Wikidata |
|        | Can Nofre                 | Fogars de Montclús | masia            | 18th century                             | 41° 44′ 41″ N, 2° 25′ 16″ E / 41.7447358340466°N,2.42123645859192°E ca:La Costa de Montseny                  |                                            |                                   | Modifica les dades a Wikidata |
|        | Can Nofret                | Fogars de Montclús | masia            |                                          | 41° 44′ 44″ N, 2° 26′ 00″ E / 41.7454900629887°N,2.43341288423163°E                                          |                                            |                                   | Modifica les dades a Wikidata |
|        | Can Noguera               | Fogars de Montclús | masia            | 15th century                             | 41° 43′ 16″ N, 2° 26′ 42″ E / 41.7212093050052°N,2.44493923631213°E ca:Vall del Rifer                        |                                            |                                   | Modifica les dades a Wikidata |
|        | Can Padró                 | Fogars de Montclús | masia            |                                          | 41° 44′ 15″ N, 2° 27′ 19″ E / 41.7376251815534°N,2.45540429849197°E                                          |                                            |                                   | Modifica les dades a Wikidata |
|        | Can Parroqui              | Fogars de Montclús | masia            |                                          | 41° 44′ 18″ N, 2° 27′ 25″ E / 41.7383624616153°N,2.45703354121852°E                                          |                                            |                                   | Modifica les dades a Wikidata |
|        | Can Pascol                | Fogars de Montclús | masia            |                                          | 41° 44′ 28″ N, 2° 25′ 15″ E / 41.7412213165829°N,2.420883185036°E                                            |                                            |                                   | Modifica les dades a Wikidata |
|        | Can Patolla               | Fogars de Montclús | masia            |                                          | 41° 44′ 56″ N, 2° 25′ 06″ E / 41.7487562166859°N,2.41831375901046°E                                          |                                            |                                   | Modifica les dades a Wikidata |
|        | Can Patxot                | Fogars de Montclús | masia            | Estil: noucentisme                       | 41° 43′ 43″ N, 2° 26′ 25″ E / 41.728685°N,2.440254°E                                                         | bé cultural d'interès local                |                                   | Modifica les dades a Wikidata |
|        | Can Peitoví de Baix       | Fogars de Montclús | masia            |                                          | 41° 43′ 16″ N, 2° 26′ 46″ E / 41.7210972074407°N,2.44597411919904°E                                          |                                            |                                   | Modifica les dades a Wikidata |
|        | Can Peitoví de Dalt       | Fogars de Montclús | masia            |                                          | 41° 43′ 28″ N, 2° 26′ 37″ E / 41.7243281689499°N,2.4435778513246°E                                           |                                            |                                   | Modifica les dades a Wikidata |
|        | Can Penyacans             | Fogars de Montclús | masia            |                                          | 41° 45′ 24″ N, 2° 27′ 16″ E / 41.7567333141409°N,2.45440076027345°E                                          |                                            |                                   | Modifica les dades a Wikidata |
|        | Can Perxacs               | Fogars de Montclús | masia            |                                          | 41° 44′ 26″ N, 2° 24′ 52″ E / 41.7406397976285°N,2.41455073813519°E                                          |                                            |                                   | Modifica les dades a Wikidata |
|        | Can Pinyoca               | Fogars de Montclús | masia            |                                          | 41° 45′ 11″ N, 2° 27′ 22″ E / 41.7531122460423°N,2.45624769692277°E                                          |                                            |                                   | Modifica les dades a Wikidata |
|        | Can Pla                   | Fogars de Montclús | masia            | 15th century                             | 41° 44′ 34″ N, 2° 27′ 17″ E / 41.7427291110904°N,2.45475985583279°E ca:Sant Cristòfol                        |                                            |                                   | Modifica les dades a Wikidata |
|        | Can Planes de Fontmartina | Fogars de Montclús | masia            |                                          | 41° 45′ 36″ N, 2° 25′ 54″ E / 41.7601263219817°N,2.43156392377867°E                                          |                                            |                                   | Modifica les dades a Wikidata |
|        | Can Plantavinyes          | Fogars de Montclús | masia            |                                          | 41° 44′ 53″ N, 2° 25′ 06″ E / 41.7480263168615°N,2.41824818402999°E                                          |                                            |                                   | Modifica les dades a Wikidata |
|        | Can Prim                  | Fogars de Montclús | masia            |                                          | 41° 47′ 02″ N, 2° 27′ 58″ E / 41.783781634429°N,2.46597687809269°E                                           |                                            |                                   | Modifica les dades a Wikidata |
|        | Can Puig                  | Fogars de Montclús | masia            |                                          | 41° 44′ 25″ N, 2° 25′ 17″ E / 41.7403595893069°N,2.42146817035305°E                                          |                                            |                                   | Modifica les dades a Wikidata |
|        | Can Puig del Sot          | Fogars de Montclús | masia            |                                          | 41° 43′ 37″ N, 2° 26′ 00″ E / 41.7270614072944°N,2.43335841188191°E                                          |                                            |                                   | Modifica les dades a Wikidata |
|        | Can Pèl-de-ca             | Fogars de Montclús | masia            |                                          | 41° 44′ 55″ N, 2° 24′ 28″ E / 41.7486209030245°N,2.40769475884749°E                                          |                                            |                                   | Modifica les dades a Wikidata |
|        | Can Rany                  | Fogars de Montclús | masia            |                                          | 41° 44′ 47″ N, 2° 26′ 01″ E / 41.7465002280892°N,2.43369265159238°E                                          |                                            |                                   | Modifica les dades a Wikidata |
|        | Can Rei Costa             | Fogars de Montclús | masia            |                                          | 41° 45′ 22″ N, 2° 24′ 44″ E / 41.7562187844781°N,2.41217180956324°E                                          |                                            |                                   | Modifica les dades a Wikidata |
|        | Can Riera                 | Fogars de Montclús | masia            |                                          | 41° 43′ 53″ N, 2° 27′ 12″ E / 41.7313646706353°N,2.45337699106225°E                                          |                                            |                                   | Modifica les dades a Wikidata |
|        | Can Riera de Siuret       | Fogars de Montclús | masia            |                                          | 41° 45′ 11″ N, 2° 26′ 06″ E / 41.7529561923568°N,2.43510335339494°E                                          |                                            |                                   | Modifica les dades a Wikidata |
|        | Can Rovira                | Fogars de Montclús | masia            |                                          | 41° 44′ 51″ N, 2° 26′ 27″ E / 41.747550608096°N,2.4408176334493°E                                            |                                            |                                   | Modifica les dades a Wikidata |
|        | Can Rubi                  | Fogars de Montclús | masia            |                                          | 41° 45′ 07″ N, 2° 26′ 32″ E / 41.7520457506055°N,2.44232818207839°E                                          |                                            |                                   | Modifica les dades a Wikidata |
|        | Can Salvanyà              | Fogars de Montclús | masia            | 18th century                             | 41° 43′ 25″ N, 2° 26′ 28″ E / 41.7235687129637°N,2.44113175965026°E ca:Pla de Santa Magdalena                |                                            |                                   | Modifica les dades a Wikidata |
|        | Can Soler                 | Fogars de Montclús | masia            | 17th century                             | 41° 43′ 00″ N, 2° 27′ 12″ E / 41.7166194015332°N,2.4532254604191°E ca:El Pertegàs                            |                                            |                                   | Modifica les dades a Wikidata |
|        | Can Suc                   | Fogars de Montclús | masia            |                                          | 41° 43′ 22″ N, 2° 26′ 51″ E / 41.7226810751867°N,2.44755951956039°E                                          |                                            |                                   | Modifica les dades a Wikidata |
|        | Can Terrades              | Fogars de Montclús | masia            |                                          | 41° 44′ 25″ N, 2° 25′ 31″ E / 41.740268229843°N,2.425247327459°E                                             |                                            |                                   | Modifica les dades a Wikidata |
|        | Can Toni                  | Fogars de Montclús | masia            | 17th century                             | 41° 46′ 14″ N, 2° 24′ 33″ E / 41.7704342205364°N,2.40913042149299°E ca:Veïnat de França                      |                                            |                                   | Modifica les dades a Wikidata |
|        | Can Toni Jaume            | Fogars de Montclús | masia            | 18th century                             | 41° 45′ 05″ N, 2° 24′ 47″ E / 41.7512512717213°N,2.41302300361735°E ca:La Costa del Montseny 587 msnm        |                                            | Can Toni Jaume                    | Modifica les dades a Wikidata |
|        | Can Trompa                | Fogars de Montclús | masia            | 18th century                             | 41° 44′ 33″ N, 2° 25′ 12″ E / 41.74245949758°N,2.41993400943784°E ca:La Costa del Montseny                   |                                            |                                   | Modifica les dades a Wikidata |
|        | Can Tronc                 | Fogars de Montclús | masia            |                                          | 41° 43′ 28″ N, 2° 26′ 20″ E / 41.7244676066814°N,2.43891175064898°E                                          |                                            |                                   | Modifica les dades a Wikidata |
|        | Can Verdeguer Gros        | Fogars de Montclús | masia            |                                          | 41° 44′ 34″ N, 2° 27′ 02″ E / 41.7427540941825°N,2.45055042350479°E                                          |                                            |                                   | Modifica les dades a Wikidata |
|        | Canyelles                 | Fogars de Montclús | masia            |                                          | 41° 44′ 17″ N, 2° 25′ 12″ E / 41.7379746286532°N,2.42005854776195°E                                          |                                            |                                   | Modifica les dades a Wikidata |
|        | Casa Franca               | Fogars de Montclús | masia            |                                          | 41° 43′ 28″ N, 2° 26′ 24″ E / 41.7245174495215°N,2.43989719815711°E                                          |                                            |                                   | Modifica les dades a Wikidata |
|        | Casanova d'en Rovira      | Fogars de Montclús | masia            |                                          | 41° 45′ 21″ N, 2° 25′ 04″ E / 41.7557702198416°N,2.41782942293508°E                                          |                                            |                                   | Modifica les dades a Wikidata |
|        | Coloreda                  | Fogars de Montclús | masia            | 18th century                             | 41° 46′ 15″ N, 2° 24′ 37″ E / 41.770971849949°N,2.41034067975702°E ca:Veïnat de França                       |                                            |                                   | Modifica les dades a Wikidata |
|        | Figueroles                | Fogars de Montclús | masia            |                                          | 41° 46′ 01″ N, 2° 28′ 31″ E / 41.7668557068581°N,2.47535695960386°E 1070 msnm                                |                                            | Figueroles (Fogars de Montclús)   | Modifica les dades a Wikidata |
|        | Ridaura                   | Fogars de Montclús | masia            | 17th century                             | 41° 44′ 52″ N, 2° 28′ 20″ E / 41.747698534959°N,2.4720869496805°E                                            |                                            |                                   | Modifica les dades a Wikidata |
|        | Rocanegra                 | Fogars de Montclús | masia            |                                          | 41° 45′ 33″ N, 2° 26′ 31″ E / 41.759264958159°N,2.4419188781382°E                                            |                                            |                                   | Modifica les dades a Wikidata |
|        | Torre Andrade             | Fogars de Montclús | masia            |                                          | 41° 45′ 40″ N, 2° 24′ 08″ E / 41.7612107568201°N,2.40210544437434°E                                          |                                            |                                   | Modifica les dades a Wikidata |
|        | Torre Gran del Lluís      | Fogars de Montclús | masia            |                                          | 41° 45′ 37″ N, 2° 24′ 01″ E / 41.7602908749098°N,2.40015315745115°E                                          |                                            |                                   | Modifica les dades a Wikidata |
|        | Torre Marró               | Fogars de Montclús | masia            |                                          | 41° 44′ 21″ N, 2° 25′ 22″ E / 41.7391496233448°N,2.422657545614°E                                            |                                            |                                   | Modifica les dades a Wikidata |
|        | Torre d'en Lleonard       | Fogars de Montclús | masia            |                                          | 41° 46′ 31″ N, 2° 27′ 58″ E / 41.7751534574852°N,2.46608455498635°E                                          |                                            | Can Lleonart (Fogars de Montclús) | Modifica les dades a Wikidata |
|        | Torre d'en Sion           | Fogars de Montclús | masia            |                                          | 41° 45′ 41″ N, 2° 24′ 11″ E / 41.7613691846137°N,2.40312650745345°E                                          |                                            |                                   | Modifica les dades a Wikidata |
|        | Viladecans                | Fogars de Montclús | masia            | 16th century                             | 41° 44′ 13″ N, 2° 24′ 39″ E / 41.7368562916354°N,2.41091740419411°E ca:Serrat de can Perxacs                 |                                            |                                   | Modifica les dades a Wikidata |
|        | Villena                   | Fogars de Montclús | masia            |                                          | 41° 42′ 48″ N, 2° 27′ 50″ E / 41.7132836186617°N,2.46402441482439°E                                          |                                            | Villena (Fogars de Montclús)      | Modifica les dades a Wikidata |
|        | el Baiés de la Costa      | Fogars de Montclús | masia            | 17th century                             | 41° 45′ 53″ N, 2° 25′ 15″ E / 41.7646°N,2.42097°E ca:Can Toni Jaume 944.7 msnm                               |                                            |                                   | Modifica les dades a Wikidata |
|        | el Convent                | Fogars de Montclús | masia            |                                          | 41° 47′ 03″ N, 2° 27′ 21″ E / 41.7840675043164°N,2.45587792522286°E                                          |                                            |                                   | Modifica les dades a Wikidata |
|        | el Deumal                 | Fogars de Montclús | masia            |                                          | 41° 45′ 36″ N, 2° 24′ 14″ E / 41.7600584116176°N,2.40394463505517°E                                          |                                            |                                   | Modifica les dades a Wikidata |
|        | el Fortí                  | Fogars de Montclús | masia            |                                          | 41° 44′ 29″ N, 2° 26′ 14″ E / 41.7414019495171°N,2.43729717178341°E                                          |                                            |                                   | Modifica les dades a Wikidata |
|        | el Maçaners               | Fogars de Montclús | masia            |                                          | 41° 47′ 03″ N, 2° 27′ 45″ E / 41.7840629157825°N,2.46255686954259°E                                          |                                            |                                   | Modifica les dades a Wikidata |
|        | el Molí                   | Fogars de Montclús | masia            |                                          | 41° 43′ 21″ N, 2° 27′ 20″ E / 41.7225937079826°N,2.45567551286347°E                                          |                                            |                                   | Modifica les dades a Wikidata |
|        | el Parrac                 | Fogars de Montclús | masia            | 17th century                             | 41° 44′ 25″ N, 2° 26′ 15″ E / 41.7403852589857°N,2.43752251394128°E ca:Can Riera de Ciuret                   |                                            |                                   | Modifica les dades a Wikidata |
|        | el Ramis                  | Fogars de Montclús | masia            |                                          | 41° 46′ 14″ N, 2° 27′ 53″ E / 41.7705263366473°N,2.46467914206663°E ca:Santa Fe                              |                                            |                                   | Modifica les dades a Wikidata |
|        | el Rieral                 | Fogars de Montclús | masia            |                                          | 41° 44′ 59″ N, 2° 24′ 09″ E / 41.7495936689792°N,2.40247786138415°E                                          |                                            |                                   | Modifica les dades a Wikidata |
|        | el Salicrup               | Fogars de Montclús | masia            | 18th century                             | 41° 45′ 43″ N, 2° 24′ 43″ E / 41.761816894332°N,2.4118223077666°E ca:Can Rovira de la Costa                  |                                            |                                   | Modifica les dades a Wikidata |
|        | el Vilar                  | Fogars de Montclús | masia            | Estil: arquitectura popular              | 41° 45′ 33″ N, 2° 25′ 21″ E / 41.75914°N,2.42247°E                                                           | bé integrant del patrimoni cultural català |                                   | Modifica les dades a Wikidata |
|        | la Barraca                | Fogars de Montclús | masia            | 17th century                             | 41° 43′ 22″ N, 2° 26′ 40″ E / 41.7226844837357°N,2.44452979497943°E ca:Vall del Rifer 337 msnm               |                                            |                                   | Modifica les dades a Wikidata |
|        | la Barraca                | Fogars de Montclús | masia            |                                          | 41° 46′ 04″ N, 2° 27′ 58″ E / 41.767647°N,2.465984°E 1133 msnm                                               |                                            | La Barraca (Santa Fe de Montseny) | Modifica les dades a Wikidata |
|        | la Casa Partida           | Fogars de Montclús | masia            |                                          | 41° 46′ 33″ N, 2° 28′ 00″ E / 41.7757685349874°N,2.46664498186041°E                                          |                                            | La Casa Partida                   | Modifica les dades a Wikidata |
|        | la Farga de les Pipes     | Fogars de Montclús | masia            |                                          | 41° 44′ 32″ N, 2° 24′ 23″ E / 41.7422101457871°N,2.40638268719413°E                                          |                                            |                                   | Modifica les dades a Wikidata |
|        | la Guàrdia                | Fogars de Montclús | masia            |                                          | 41° 42′ 35″ N, 2° 27′ 51″ E / 41.7097810107633°N,2.46426987385161°E                                          |                                            |                                   | Modifica les dades a Wikidata |
|        | la Torre Blava            | Fogars de Montclús | masia            |                                          | 41° 45′ 01″ N, 2° 24′ 08″ E / 41.7501595188482°N,2.40217192105551°E                                          |                                            |                                   | Modifica les dades a Wikidata |
|        | les Roques                | Fogars de Montclús | masia            |                                          | 41° 44′ 26″ N, 2° 24′ 22″ E / 41.7405067817546°N,2.40618190872884°E                                          |                                            |                                   | Modifica les dades a Wikidata |
|        | les Vernedes              | Fogars de Montclús | masia            | 18th century                             | 41° 46′ 38″ N, 2° 24′ 20″ E / 41.777096924509°N,2.4056663915409°E ca:La Traüna                               |                                            |                                   | Modifica les dades a Wikidata |
|        | mas Rifer                 | Fogars de Montclús | masia casa forta | Estil: arquitectura eclèctica            | 41° 42′ 54″ N, 2° 27′ 21″ E / 41.714916°N,2.455743°E ca:El Pertegàs 277 msnm                                 | bé cultural d'interès local                | Mas Rifer                         | Modifica les dades a Wikidata |

## muntanya
| imatge | Nom                 | Ubicat a                                   | instància de | Detalls | coordenades                                                                   | Protecció | Commons (més fotos)              | Dades a WD                    |
| ------ | ------------------- | ------------------------------------------ | ------------ | ------- | ----------------------------------------------------------------------------- | --------- | -------------------------------- | ----------------------------- |
|        | Montllobar          | Fogars de Montclús                         | muntanya     |         | 41° 45′ 59″ N, 2° 27′ 15″ E / 41.7665°N,2.45428°E 1460.2 msnm                 |           | Montllobar (Fogars de Montclús)  | Modifica les dades a Wikidata |
|        | Puig Sesolles       | Fogars de Montclús                         | muntanya     |         | 41° 46′ 25″ N, 2° 26′ 17″ E / 41.7735°N,2.43817°E 1667.3 msnm                 |           | Puig Sesolles                    | Modifica les dades a Wikidata |
|        | Turó Gros           | Fogars de Montclús                         | muntanya     |         | 41° 46′ 21″ N, 2° 26′ 43″ E / 41.772435°N,2.445305°E 1644 msnm                |           | Turó Gros (Fogars de Montclús)   | Modifica les dades a Wikidata |
|        | Turó de Castellar   | Fogars de Montclús                         | muntanya     |         | 41° 45′ 44″ N, 2° 27′ 23″ E / 41.76225°N,2.45647222°E 1400.4 msnm             |           |                                  | Modifica les dades a Wikidata |
|        | Turó de Morou       | Riells i Viabrea Fogars de Montclús Gualba | muntanya     |         | 41° 46′ 22″ N, 2° 28′ 51″ E / 41.772777777778°N,2.4808333333333°E 1311.7 msnm |           | Turó de Morou                    | Modifica les dades a Wikidata |
|        | Turó de l'Home      | Fogars de Montclús                         | muntanya     |         | 41° 46′ 35″ N, 2° 26′ 05″ E / 41.776488°N,2.434813°E 1706 msnm                |           | Turó de l'Home                   | Modifica les dades a Wikidata |
|        | Turó del Catiu d'Or | Fogars de Montclús                         | muntanya     |         | 41° 46′ 47″ N, 2° 25′ 56″ E / 41.77980556°N,2.43211111°E 1675.9 msnm          |           |                                  | Modifica les dades a Wikidata |
|        | Turó del Maçaners   | Fogars de Montclús                         | muntanya     |         | 41° 47′ 14″ N, 2° 28′ 03″ E / 41.78730556°N,2.46761111°E 1231.6 msnm          |           |                                  | Modifica les dades a Wikidata |
|        | les Agudes          | Fogars de Montclús Montseny Arbúcies       | muntanya     |         | 41° 47′ 22″ N, 2° 26′ 38″ E / 41.7893335256°N,2.44395480371°E 1705 msnm       |           | Les Agudes (Massís del Montseny) | Modifica les dades a Wikidata |

## pou de neu
| imatge | Nom                                      | Ubicat a           | instància de | Detalls                     | coordenades                                                                             | Protecció                                  | Commons (més fotos)        | Dades a WD                    |
| ------ | ---------------------------------------- | ------------------ | ------------ | --------------------------- | --------------------------------------------------------------------------------------- | ------------------------------------------ | -------------------------- | ----------------------------- |
|        | Pou de la neu del Sot del Mal            | Fogars de Montclús | pou de neu   | Estil: arquitectura popular | 41° 46′ 55″ N, 2° 25′ 29″ E / 41.78199°N,2.42462°E                                      | bé integrant del patrimoni cultural català |                            | Modifica les dades a Wikidata |
|        | Pou de la neu dels Emprius de les Agudes | Fogars de Montclús | pou de neu   | Estil: arquitectura popular |                                                                                         | bé integrant del patrimoni cultural català |                            | Modifica les dades a Wikidata |
|        | Pou de neu de Pou de Comte               | Fogars de Montclús | pou de neu   | Estil: arquitectura popular | 41° 46′ 28″ N, 2° 26′ 40″ E / 41.77438°N,2.44448°E ca:A l'obaga del Turó Gros 1514 msnm | bé integrant del patrimoni cultural català | Pou de neu de Pou de Comte | Modifica les dades a Wikidata |

## serra
| imatge | Nom                    | Ubicat a                                       | instància de | Detalls | coordenades                                                         | Protecció | Commons (més fotos) | Dades a WD                    |
| ------ | ---------------------- | ---------------------------------------------- | ------------ | ------- | ------------------------------------------------------------------- | --------- | ------------------- | ----------------------------- |
|        | La Gronxadora          | Fogars de Montclús                             | serra        |         | 41° 46′ 56″ N, 2° 25′ 11″ E / 41.7822°N,2.41972°E 1675.9 msnm       |           |                     | Modifica les dades a Wikidata |
|        | serra del Navall       | Fogars de Montclús Montseny                    | serra        |         | 41° 46′ 06″ N, 2° 24′ 05″ E / 41.76842639°N,2.40137306°E 857.9 msnm |           |                     | Modifica les dades a Wikidata |
|        | serrat de Can Vilatort | Fogars de Montclús Sant Esteve de Palautordera | serra        |         | 41° 42′ 50″ N, 2° 26′ 22″ E / 41.714°N,2.43930556°E 393.5 msnm      |           |                     | Modifica les dades a Wikidata |

## Misc
| imatge | Nom                                     | Ubicat a           | instància de                                                          | Detalls                                        | coordenades | Protecció                                  | Commons (més fotos)                  | Dades a WD                    |
| ------ | --------------------------------------- | ------------------ | --------------------------------------------------------------------- | ---------------------------------------------- | --- | ------------------------------------------ | ------------------------------------ | ----------------------------- |
|        | Aqüeducte del Sot de la Núvia           | Fogars de Montclús | aqüeducte                                                             |                                                | | bé integrant del patrimoni cultural català |                                      | Modifica les dades a Wikidata |
|        | Comunidor de Sant Esteve de la Costa    | Fogars de Montclús | comunidor                                                             | Estil: arquitectura popular                    | 41° 44′ 45″ N, 2° 25′ 05″ E / 41.74572°N,2.41809°E ca:La Costa del Montseny                                    | bé integrant del patrimoni cultural català | Comunidor de Sant Esteve de la Costa | Modifica les dades a Wikidata |
|        | Granja de Canyelles                     | Fogars de Montclús | granja                                                                |                                                | 41° 44′ 16″ N, 2° 25′ 14″ E / 41.7378692184691°N,2.42058861488403°E                                            |                                            |                                      | Modifica les dades a Wikidata |
|        | L'Aveteda                               | Fogars de Montclús | bosc                                                                  |                                                | 41° 46′ 38″ N, 2° 26′ 36″ E / 41.77722222222222°N,2.443333333333334°E Parc Natural del Montseny 1600 1205 msnm |                                            | L'Aveteda                            | Modifica les dades a Wikidata |
|        | Molí d'oli                              | Fogars de Montclús | molí Ús: trull                                                        |                                                | | bé integrant del patrimoni cultural català |                                      | Modifica les dades a Wikidata |
|        | Parking del Turó de l'Home              | Fogars de Montclús | aparcament                                                            |                                                | 41° 46′ 17″ N, 2° 26′ 28″ E / 41.77125983333333°N,2.441139833333333°E                                          |                                            |                                      | Modifica les dades a Wikidata |
|        | Pont de Sant Roc                        | Fogars de Montclús | pont                                                                  | 18th century Estat: bon estat                  | 41° 44′ 49″ N, 2° 24′ 12″ E / 41.74708°N,2.40323°E ca:Ctra. BV-5301, km 11 349 msnm                            |                                            |                                      | Modifica les dades a Wikidata |
|        | Rajoleria de Can Valls                  | Fogars de Montclús | teuleria                                                              |                                                | | bé integrant del patrimoni cultural català |                                      | Modifica les dades a Wikidata |
|        | Roc Ramon                               | Fogars de Montclús | formació rocosa                                                       |                                                | 41° 45′ 36″ N, 2° 28′ 17″ E / 41.759901°N,2.471478°E 1052 msnm                                                 |                                            | Roc Ramon                            | Modifica les dades a Wikidata |
|        | Turó de l'Home                          | Fogars de Montclús | vèrtex geodèsic                                                       | Alt: 1.2m                                      | 41° 46′ 35″ N, 2° 26′ 05″ E / 41.776482°N,2.434838°E 1707.811 msnm                                             |                                            |                                      | Modifica les dades a Wikidata |
|        | Veïnat de França                        | Fogars de Montclús | nucli de població                                                     |                                                | 41° 46′ 19″ N, 2° 24′ 38″ E / 41.7719456685997°N,2.410548333205°E                                              |                                            |                                      | Modifica les dades a Wikidata |
|        | casa consistorial de Fogars de Montclús | Fogars de Montclús | casa consistorial                                                     |                                                | 41° 43′ 40″ N, 2° 26′ 36″ E / 41.7277272°N,2.4433493°E                                                         |                                            |                                      | Modifica les dades a Wikidata |
|        | estany de Viada                         | Fogars de Montclús | llac                                                                  |                                                | 41° 45′ 04″ N, 2° 27′ 12″ E / 41.7512423780677°N,2.45320838335331°E                                            |                                            |                                      | Modifica les dades a Wikidata |
|        | l'Empedrat de Morou                     | Fogars de Montclús | indret aflorament                                                     |                                                | 41° 46′ 09″ N, 2° 28′ 51″ E / 41.769167°N,2.480833°E Turó de Morou                                             |                                            | Empedrat de Morou                    | Modifica les dades a Wikidata |
|        | la Foradada                             | Fogars de Montclús | túnel                                                                 |                                                | 41° 45′ 38″ N, 2° 28′ 19″ E / 41.7604358239082°N,2.47188456748414°E                                            |                                            |                                      | Modifica les dades a Wikidata |
|        | pantà de Santa Fe                       | Fogars de Montclús | embassament                                                           | Superfície: 6.9km² Volum: 0.8hm³ Conca: 4.5km² | 41° 46′ 06″ N, 2° 28′ 13″ E / 41.768305555556°N,2.4701944444444°E 1079 msnm                                    |                                            | Pantà de Santa Fe                    | Modifica les dades a Wikidata |
|        | presa de Santa Fe                       | Fogars de Montclús | presa d'arc-gravetat Ús: energia hidroelèctrica regadiu aigua potable | 1920 Llarg: 170m Alt: 24m Volum: 16830m³       | 41° 46′ 06″ N, 2° 28′ 13″ E / 41.7683°N,2.4702°E 1080 1055 msnm                                                |                                            | Pantà de Santa Fe                    | Modifica les dades a Wikidata |